# 张震寰
张震寰（1915年10月21日—1994年3月23日），北京人，祖籍福建闽侯，中国人民解放军少将，原国防科工委科学技术委员会主任。

## 生平
张震寰毕业于北京大学，期间曾参与一二九运动。抗日战争期间于1938年加入中国共产党，后曾任中共苏皖特委宣传部部长、八路军陇海南进支队政治部主任、第五纵队三支队政治部副主任、新四军第四师第九旅政治部主任等。国共内战期间，又任山东野战军第二纵队第九旅政治部主任、第二十六团政委，华东野战军第二纵队炮兵团团长、政委、第五师政委。
中华人民共和国成立后，张震寰任马列学院教务处处长，总参谋部装备部副部长，国防科委副秘书长、副主任，国防科工委科学技术委员会主任。1955年授予大校军衔，1961年晋升少将。他还是第五、六届全国人大代表。1994年逝世于北京。
1966年12月28日中国在新疆罗布泊核试验场进行了第一次氢弹试验，张震寰任现场总指挥。
張震寰主政國防科工委時與錢學森開發人體特異功能。當時氣功盛行，國防院校包括哈工大、上海交大、清華大學的學生都在課餘推廣氣功。四川當時盛傳耳朶認字、一指禪。四川江油人、中醫師嚴新自稱是張震寰家的座上常客。貝時璋也在國防科技領導的影響下去了嚴新的發功會并自稱見識了氣場。1982年，作为國家科委副主任的于光遠和中国科学院党组书记、主席团执行主席李昌联合发表《李昌、于光远在科学院召开的科学报告会上批评“人体特异功能”的研究和宣传》的讲话，内容被发表在1982年2月25日《人民日报》上，受到人体特异功能的支持者张震寰、钱学森等人的回击。